# 원이대로
원이대로(Won-i-daero Blvd., 국도 제14호선의 일부)는 창원시 의창구 도계광장에서 창원시 성산구 가음정사거리를 잇는 창원시의 간선도로이다. 한때 국도 제25호선의 일부였으나 지금은 국도 제25호선의 노선이 도시고속도로인 해원로로 노선이 변경되었다.
원이대로 또한 창원시의 캐릭터인 "원이"에서 따왔다.

## 주요 경유지
- 도계광장 ~ 서부경찰서사거리 ~ 명곡광장 ~ 창원광장 ~ 가음정사거리

## 주변 시설
- 창원 LG 세이커스 훈련장